# Súper Rugby 2002
El Super 12 2002 fue la séptima edición del torneo hoy llamado Super Rugby, que es disputado por equipos de Australia, Nueva Zelanda y Sudáfrica.

## Clasificación
- 4 puntos por ganar.
- 2 puntos por empatar.
- 1 punto bonus por perder por siete puntos o menos.
- 1 punto bonus por anotar cuatro o más tries en un partido.

| Pos. | Equipo      | PJ | Gan | Emp | Per | PaF | PeC | Dif  | BP | Pts |
| ---- | ----------- | -- | --- | --- | --- | --- | --- | ---- | -- | --- |
| 1    | Crusaders   | 11 | 11  | 0   | 0   | 469 | 264 | +205 | 7  | 51  |
| 2    | Waratahs    | 11 | 8   | 0   | 3   | 337 | 284 | +53  | 7  | 39  |
| 3    | Brumbies    | 11 | 7   | 0   | 4   | 374 | 230 | +144 | 10 | 38  |
| 4    | Highlanders | 11 | 8   | 0   | 3   | 329 | 207 | +122 | 6  | 38  |
| 5    | Reds        | 11 | 7   | 0   | 4   | 336 | 287 | +49  | 6  | 34  |
| 6    | Blues       | 11 | 6   | 0   | 5   | 318 | 249 | +69  | 5  | 29  |
| 7    | Stormers    | 11 | 5   | 0   | 6   | 310 | 314 | -4   | 7  | 27  |
| 8    | Chiefs      | 11 | 4   | 0   | 7   | 323 | 341 | -18  | 8  | 24  |
| 9    | Hurricanes  | 11 | 5   | 0   | 6   | 232 | 317 | -85  | 3  | 23  |
| 10   | Sharks      | 11 | 4   | 0   | 7   | 221 | 309 | -88  | 3  | 19  |
| 11   | Cats        | 11 | 1   | 0   | 10  | 228 | 407 | -179 | 2  | 6   |
| 12   | Bulls       | 11 | 0   | 0   | 11  | 232 | 500 | -268 | 1  | 1   |

## Fase final

### Semifinales
| 18 de mayo de 2002 | Crusaders | 34 – 23 | Highlanders | Lancaster Park, Christchurch, |  |

| 18 de mayo de 2002 | Waratahs | 10 – 51 | Brumbies | Aussie Stadium, Sídney, |  |

### Final
| 25 de mayo de 2002 | Crusaders | 31 – 13 | Brumbies | Lancaster Park, Christchurch, |  |

| Bandera de Nueva Zelanda |
| Campeón Crusaders        |
| Cuarto título            |